# 陈信元
陈信元，浙江宁波人，中共党员，上海财经大学副校长、教授。担任《中国会计与财务研究》、《管理科学学报》等期刊编委，入选中华人民共和国教育部第八批"长江学者"特聘教授。